# Lysvik
 (août 2015).
Si vous disposez d'ouvrages ou d'articles de référence ou si vous connaissez des sites web de qualité traitant du thème abordé ici, merci de compléter l'article en donnant les références utiles à sa vérifiabilité et en les liant à la section « Notes et références ».
Lysvik est une localité de la commune de Sunne, dans la paroisse de Lusvik. Elle est située sur la rive est de la Övre Fryken et sur la ligne de chemin de Fryksdal.

## Histoire
Lusvik était une commune jusqu'en 1971 où elle a été rattachée à la commune de Sunne.

## Vie locale
On y trouve une église, des magasins, une école primaire, une salle de sport, un bar, un restaurant, une crèche, une maison de retraite, des fermes et des auberges, un camping situé au bord d'une plage. Aux alentours de Lysvik, on trouve également de nombreux chemins de randonnées, et des tombes datant de l'âge du Bronze.

## Lysvik dans la littérature
Lysvik est mentionné dans plusieurs ouvrages, notamment dans le roman historique Bortom bergen sjunker solen de Leif Syren.
Depuis les années quarante, Sven Rosendahl vit avec sa famille sur les bords du lac de Fryken. Régulièrement, il décrit la vie du lac dans le journal Stockholm-Tidningen. Dagar vid Fryken est un ensemble de descriptions de Rosendahl, recueillies par Bengt Emil Johnson et Staffan Söderblom. Le livre est illustré par l'artiste Bo Jonzon.

## Sports
On trouve à Lysvik le club de football de Lysviks IF et le club de football féminin de Mallbackens IF.